# Керстин Гир
Керстин Гир (на немски: Kerstin Gier) е германска писателка на бестселъри в жанра любовен роман във всичките му разновидности, вкл. чиклит, и фентъзи за юноши. Писала е и под псевдонимите Джули Бранд (на немски: Jule Brand) и Софи Берар (на немски: Sophie Bérard).

## Биография и творчество
Керстин Гир е родена на 8 октомври 1966 г. в Бергиш Гладбах, Северен Рейн-Вестфалия, ФРГ. От малка обича да чете много. След гимназията, в която учи немска и английска литература, завършва Факултета по бизнес и психология на общуването в местен университет с диплома за учител. Работи временно на няколко места. За известно време е безработна и през 1995 г. решава да опита да пише.
Първата ѝ книга e романът „Мъже и други бедствия“, издаден през 1996 г. и превърнал се в международен бестселър. През 1999 г. е екранизиран в едноименния филм с участието на Хайке Макач, Доминик Рааке и Улрике Фолкерс. След успеха на романа тя се посвещава на писателската си кариера.
В продължение на години по препоръка на издателите издава книгите си под псевдонимите Джули Бранд и Софи Берар.
През 2005 г. романът ѝ „Неприлично предложение“ е удостоен с литературната награда „DeLiA“ за най-добър немски любовен роман на годината. От 2007 г. е член на журито за наградата.
През 2005 г. е публикувана първата книга от поредицата „Мафията н@ майките“. Екранизирана е през 2014 г. в ТВ филм с участието на Анете Фриер.
През 2009 г. е издаден романът ѝ „Рубиненочервено“ от най-известната ѝ поредица „Скъпоценни камъни“. Поредицата става международен бестселър и е преведена на над 30 езика. През 2013 г. започва екранизирането на първия роман във филма „Рубиненочервено“ с участието на Жозефин Преюс, Флориан Бартоломю и Уве Кокиш, а през 2014 г. втория роман „Сапфиреносиньо“ в едноименния филм с участието на Мария Ерих, Янис Ниевьонер и Петер Симонишек.
Книгите на писателката се отличават с хаплив хумор, тънка ирония, и заплетени ситуации с непредвидима развръзка.
Керстин Гир живее със семейството си в село близо до Бергиш Гладбах.

## Произведения

### Като Керстин Гир

#### Самостоятелни романи
- Die Laufmasche. 17 gute Gelegenheiten, den Traummann zu verpassen (1997)
- Lügen, die von Herzen kommen (2007)
- Für jede Lösung ein Problem (2007)
Всяко решение си има проблем, изд. „Ибис“ (2009), прев. Людмила Костова
- Ach, wär ich nur zu Hause geblieben (2007)
- Ehebrecher und andere Unschuldslämmer (2007)
- В интерес на истината, много повече е лъжа, In Wahrheit wird viel mehr gelogen (2009)
- Jungs sind wie Kaugummi – süß und leicht um den Finger zu wickeln (2009)
- Auf der anderen Seite ist das Gras viel grüner (2011)

#### Поредица „Джудит Раабе“ (Judith Raabe)
1. Мъже и други бедствия, Männer und andere Katastrophen (1996)
2. Fisherman's Friend in meiner Koje (1998)

#### Поредица „Малка серия“ (Kleinserien)
1. Die Braut sagt leider nein (1998)
2. Ein unmoralisches Sonderangebot (2004) – награда „DeLiA“
Неморално предложение, изд. „Ибис“ (2009), прев. Щилиян Карастойков

#### Поредица „Мафията на майките“ (Mütter-Mafia)
1. Die Mütter-Mafia (2005)
Мафията н@ майките, изд. „Ибис“ (2013), прев. Людмила Костова
2. Die Patin (2006)
Кръстницата, изд. „Ибис“ (2013), прев. Елена Продева
3. Gegensätze ziehen sich aus (2009)
Противоположностите се събличат, „Ибис“ (2014), прев. Людмила Костова
4. Die Mütter-Mafia und Friends (2011)

#### Поредица „Скъпоценни камъни“ (Edelstein)
1. Rubinrot (2009)
Рубиненочервено, изд. „Ибис“ (2012), прев. Стефана Моллова
2. Saphirblau (2010)
Сапфиреносиньо, изд. „Ибис“ (2013), прев. Стефана Моллова
3. Smaragdgrün (2010)
Смарагдовозелено, изд. „Ибис“ (2013), прев. Стефана Моллова

#### Поредица „Сребро“ (Silber)
1. Das erste Buch der Träume (2013)
2. Das zweite Buch der Träume (2014)

### Като Джули Бранд

#### Самостоятелни романи
- Ein Single kommt selten allein (1996)
- Liebe im Nachfüllpack (1996)
- So angelt man sich einen Typ (1997)
- 3 Männer sind einer zuviel (1997)
- Lügen haben schöne Beine (1998)
- Sex zu zweit, das geht zu weit (1999)
- Herrchen gesucht (1997)
- Sag nicht, ich hätte dich nicht gewarnt! 1997)
- Küsse niemals deinen Boss (1997)
- Macho verzweifelt gesucht (1998)
- Gigolo im Handgepäck (1998)
- Herzattacken (1998)
- Schluss mit lustig (1999)
- Zur Hölle mit den guten Sitten! (1999)
- Sektfrühstück mit einem Unbekannten (1999)
- Der Teufel und andere himmlische Liebhaber (2001)

### Като Софи Берар

#### Самостоятелни романи
- Lavendelnächte (2001)
Лавандулови нощи: провансалски роман, изд.: „Апостроф“, София (2012), прев. Людмила Костова
- Vom Himmel ins Paradies (2002)

### Екранизации
- 1999 Männer und andere Katastrophen – ТВ филм по романа
- 2013 Rubinrot – по романа
- 2014 Die Mütter-Mafia – ТВ филм по романа
- 2014 Saphirblau – по романа
- 2016 Smaragdgrün  – по романа